# 155 (nombre)
Cet article concerne le nombre 155. Pour l'année, voir 155.
155 (cent cinquante-cinq) est l'entier naturel qui suit 154 et qui précède 156.

## En mathématiques
Cent cinquante-cinq est :
5x31

## Dans d'autres domaines
Cent cinquante-cinq est aussi :
- Années historiques : 155 av. J.-C., 155.
- Le nom d'une chanson du groupe de pop rock américain +44, tiré de l'album When Your Heart Stops Beating, sorti en 2006.
- Ligne 155 (Infrabel).